# 东大街街道 (武威市)
东大街街道，是中华人民共和国甘肃省武威市凉州区下辖的一个乡镇级行政单位。

## 行政区划
东大街街道下辖以下地区：
南苑社区、大众社区、文庙路社区、会馆巷社区、杨府巷社区、古钟楼社区和雷台社区。